# Anna (Go to Him)
«Anna (Go to Him)» (с англ. — «Анна [Уходи к нему]») — песня, написанная и исполненная Артуром Александером (американский автор и исполнитель). Его версия вышла на одноимённом сингле 17 сентября 1962 года. Песня особо прославилась благодаря кавер-версии, вышедшей на дебютном альбоме группы «Битлз».

## Песня
Согласно Ричи Антербергеру, музыкальному обозревателю сайта Allmusic,
«Анна» была одной из замечательных ранних соул-баллад, несмотря на то, что её пульсовой ритм был ближе к среднему темпу, чем к медленной балладе. Как и некоторым другим песням Александера, ей суждено было стать более знаменитой в кавер-версиях, чем в оригинальном исполнении.Ричи Антербергер
Версия Александера была выпущена на одноимённом сингле в 1962 году, а также вошла в его альбом «You Better Move On». В его исполнении песня достигла 10 позиции в хит-параде R&B Singles и 68-й позиции в хит-параде Billboard Hot 100.
Несмотря на заголовок, в самом тексте вместо «go to him» присутствует «go with him» (рус. уходи с ним).

## Версия «Битлз»
Песня очень нравилась Джону Леннону, поэтому вошла в ранний репертуар группы и была отобрана для её дебютного альбома. В США песня была выпущена на альбомах «Introducing… The Beatles» (10 января 1964), «The Early Beatles» (22 марта 1965), а также на мини-альбоме «Souvenir of Their Visit: The Beatles».
Группа записала песню 11 февраля 1963 года за три попытки; базовой версией стала третья. Характерную музыкальную фразу, которая в оригинале исполнялась на фортепиано, исполняет Джордж Харрисон на гитаре.
Антербергер хорошо оценил версию Битлз, отметив:
Ринго Старр верно копирует необычный ударный ритм и хай-хэтный треск. Вокал Леннона добавил мучительной боли, не имеющейся в образце Александера, особенно когда он причитает в верхнем регистре в завершении бриджей. Фоновый вокал у «Битлз», вдобавок, был великолепен.Ричи Антербергер
Музыкальный критик Иэн Макдональд, однако, был другого мнения в отношении вокала Леннона, заявив, что он звучит как у «влюблённого юноши, взявшегося за взрослую песню».
Группа ещё дважды записывала эту песню для радиошоу «Pop Go the Beatles» на BBC: 17 июня 1963 года (передача вышла в эфир 25 июня) и 1 августа 1963 года (передача вышла в эфир 25 августа).
1 ноября 1963 песня была выпущена в составе мини-альбома The Beatles (No. 1).
В записи участвовали:
- Джон Леннон — вокал, акустическая ритм-гитара
- Пол Маккартни — бэк-вокал, бас-гитара
- Джордж Харрисон — бэк-вокал, соло-гитара
- Ринго Старр — ударные

## В популярной культуре
- В одном из эпизодов сериала «Женаты… с детьми» (1991) главный герой Эл Банди с трудом пытается вспомнить название этой песни.
- Песня звучит в одном из эпизодов советского фильма «Чучело» (1983).